# Herbário Profa. Dra. Marlene Freitas da Silva
O Herbário Profª Drª Marlene Freitas da Silva (MFS) da Universidade do Estado do Pará (UEPA) é um herbário universitário localizado na cidade de Belém. O herbário realiza a salvaguarda, pesquisa e comunicação de suas coleções, compostas por exsicatas (plantas secas prensadas), frutos e sementes (carpoteca), flores, plântulas, briófitas, fungos e uma coleção biocultural (etnobotânica, voltada à documentação dos usos e conhecimentos tradicionais e culturais sobre a biodiversidade, incluindo plantas medicinais), prioritariamente da região Amazônica. O herbário é registrado no Index Herbariorum com o acrônimo MFS, e recebe seu nome em homenagem à botânica nascida em Manaus, Marlene Freitas da Silva (1937-2005), importante taxonomista da Amazônia especializada na família botânica Leguminosae (Fabaceae Lindl) e fundadora do Departamento de Botânica do Instituto Nacional de Pesquisas da Amazônia . Também é componente da Rede Brasileira de Herbários da Sociedade Botânica do Brasil e é um dos herbários associados ao Instituto Nacional de Ciência e Tecnologia Herbário Virtual da Flora e dos Fungos.
O acervo, composto por aproximadamente 7.500 exsicatas, excluindo-se as outras coleções, é integrado e disponibilizado virtualmente nas bases de dados Global Biodiversity Information Facility, SpeciesLink e Sistema de Informação sobre a Biodiversidade Brasileira (SiBBr), podendo ser acessado por qualquer interessado. O acervo é aberto para visitação do público interno e externo sob agendamento e o público também pode ter acesso à exposição permanente da coleção biocultural (etnobotânica) disponível no Centro de Ciências e Planetário do Pará, vinculado à universidade.
A instituição promove ações de ensino (incluindo aulas teóricas e práticas de graduação), pesquisa (incluindo relação com programas de mestrado e doutorado, produzindo publicações científicas) e extensão (incluindo oficinas de botânica) junto à universidade à qual está vinculado e também com interessados externos e parceiros como Museu Paraense Emílio Goeldi e Empresa Brasileira de Pesquisa Agropecuária . No campo museológico, o herbário é registrado junto ao Instituto Brasileiro de Museus e cadastrado no Banco de Dados Mundial de Coleções e Museus Universitários do Conselho Internacional de Museus.